# Ulfrun Regio
Pour les articles homonymes, voir Ulfrun.
Ulfrun Regio est une région homogène située sur Vénus dans les quadrangles Bellona Fossae et Ulfrun Regio. Elle a été nommée en référence à Ulfrun, géante nordique.